# Lutprechtsweiler
Lutprechtsweiler ist eine Wüstung auf dem Gebiet der Gemeinde Obermarchtal im Alb-Donau-Kreis in Baden-Württemberg.
Der Ort wird 1403 erstmals überliefert. 
Es ist nicht bekannt, wann der Ort abgegangen ist.